# Carl Edvard Bloch
Carl Edvard Bloch, född 21 september 1872 och död 2 november 1952, var en dansk pediatriker.
Bloch var professor i barnsjukdomar vid Köpenhamns universitet, och blev överläkare vid Rigshospitalets barnavdelning 1910. Som barnläkare och pediatrisk forskare gjorde sig Bloch känd genom sina sjukdomar hos barn vid otillräcklig fetthalt eller olämpligt fett i kosten, varvid han på grundvalen av självständiga kliniska iakttagelser lyckades fastställa ett samband, innan ännu betydelsen av de fettlösliga vitaminerna experimentellt påvisats.